# عضرفوط شائك القفا
عضرفوط شائك القفا (الاسم العلمي: Acanthosaura)، هو جنس من الزواحف يتبع فصيلة العضرفوطيات ضمن رتبة الحرشفيات. سُمي بذلك بسبب صف من الأشواك يمتد على طول القفا. وهي سحالي شجرية توجد في جنوب غرب آسيا. وهو أعضاء هذا جنس متوسطة الحجم حيث يبلغ طولها ما بين 19 إلى 38 سم. ويحتوي على 12 نوعاً.

## معرض صور

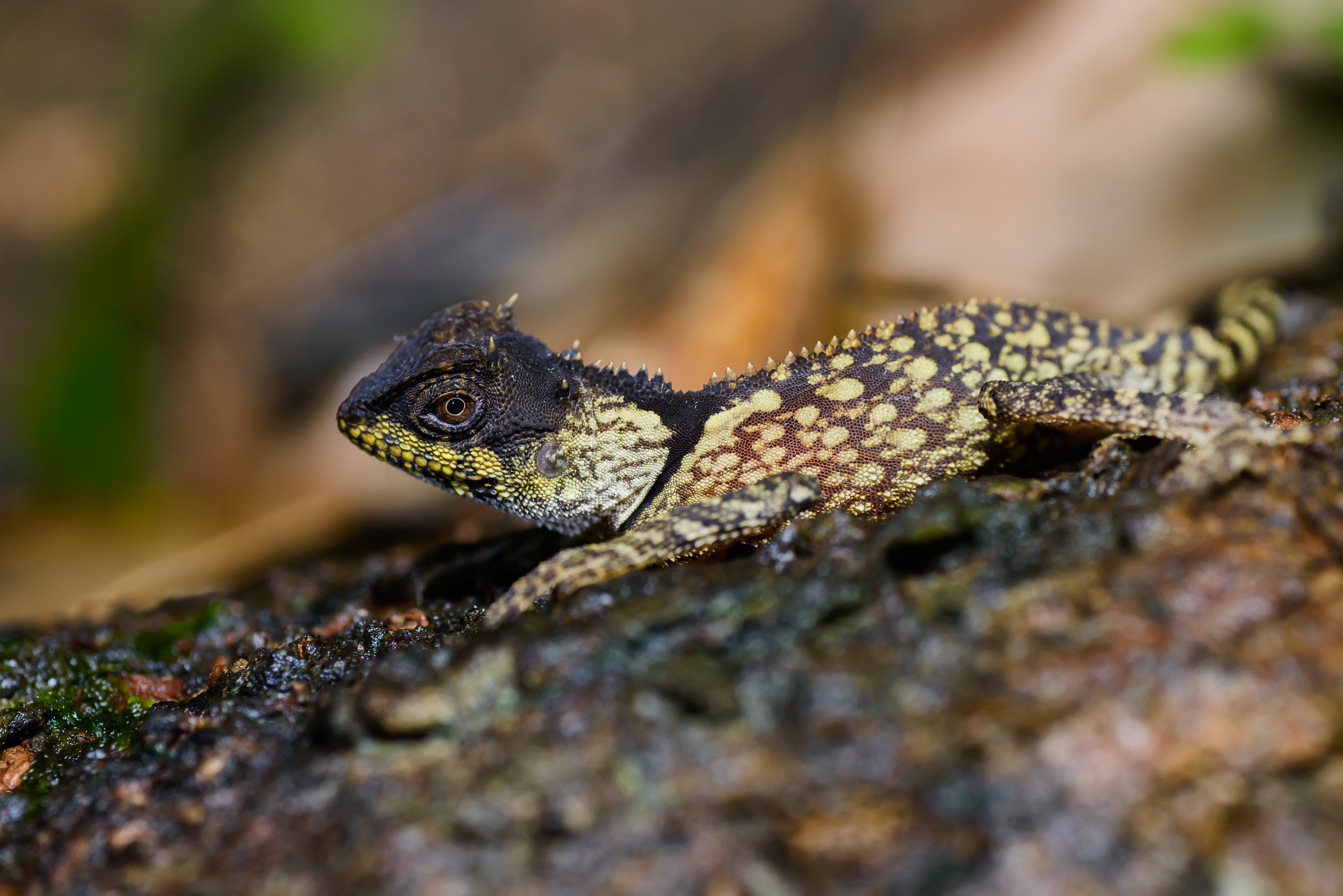
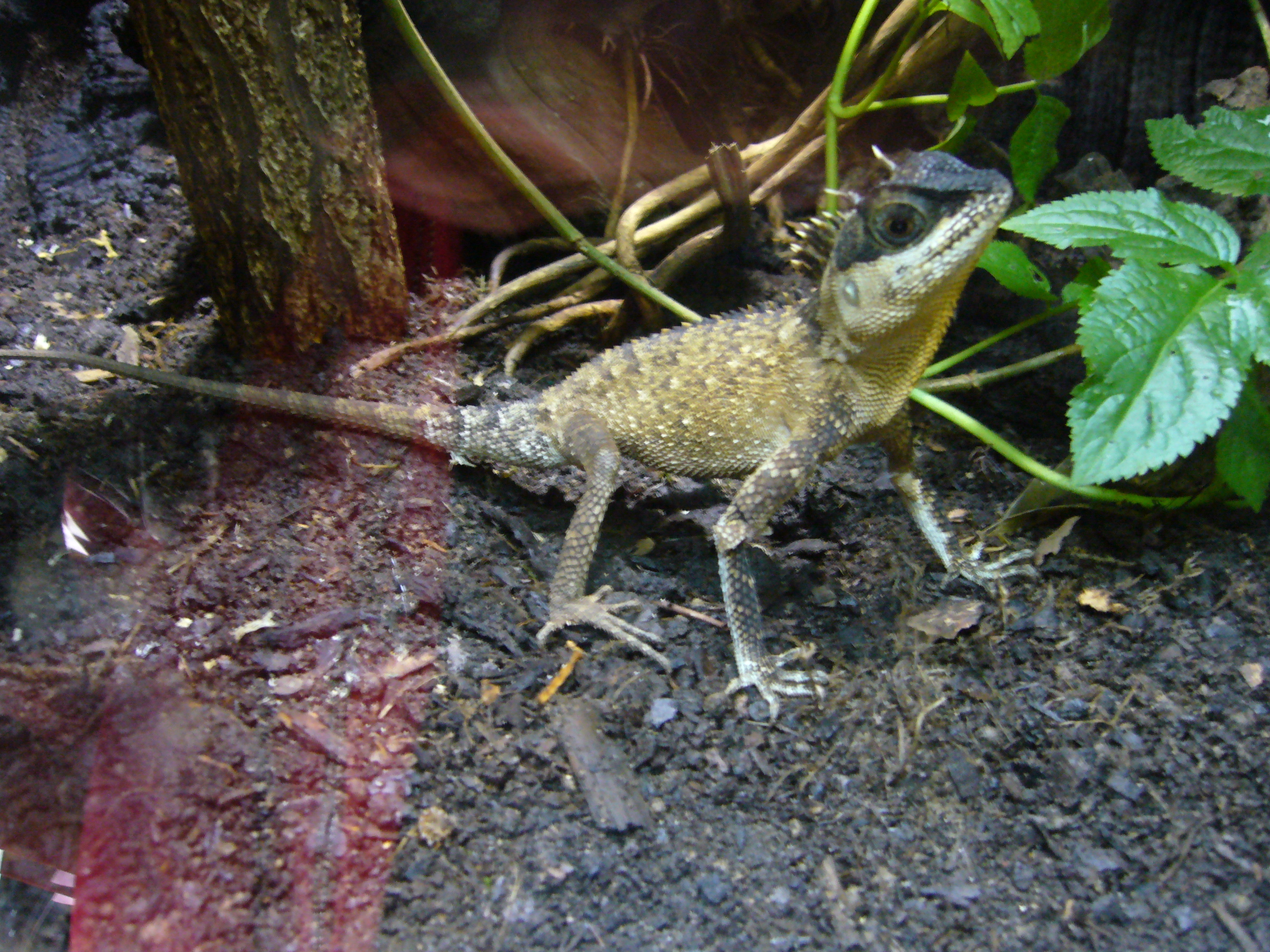
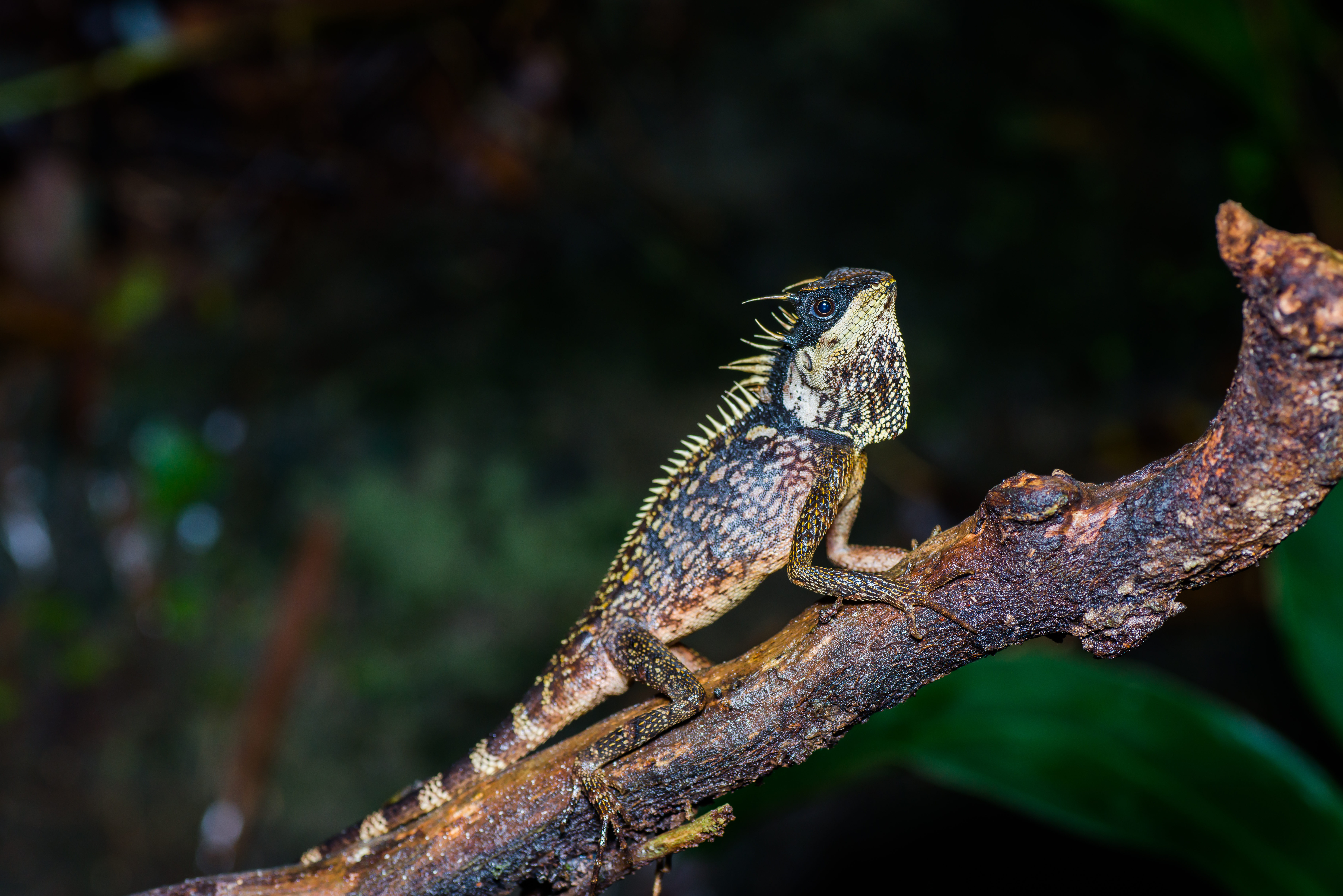